# Ordre de l'Amitié (Ouzbékistan)
Pour les articles homonymes, voir Ordre de l'Amitié.
L'Ordre de l'Amitié (ou Ordre de l'Amitié d'Ouzbékistan) est une distinction honorifique de l'Ouzbékistan. L'Ordre a été fondé le 6 mai 1994.
Le ruban est divisé en quatre parties : la première est bleue, la deuxième est verte, la troisième est jaune et la quatrième est rouge. Les différentes sections sont séparées par une fine bande blanche.
Sergueï Lavrov, diplomate et homme politique russe, ministre des Affaires étrangères, a par exemple reçu cette distinction.